# كوثر عبد الرسول
كوثر محمود عبد الرسول (13 يوليو 1926 - 4 نوفمبر 2002)، جغرافية مصرية اهتمت بدراسة النوبة والحضارات الأفريقية وخاصة منطقة شرق افريقيا، شاركت زوجها الدكتور محمد رياض في تاليف كتاب «رحلة في زمان النوبة» و «افريقيا»  و «الجغرافيا الاقتصادية وجغرافيا الإنتاج الحيوي».
ولدت في القاهرة عام 1926 وحصلت علي ليسانس الجغرافيا عام 1949 من جامعة فؤاد الاول ودبلوم معهد التربية العالي عام 1950 ودبلوم الدراسات السودانية عام 1951 ونالت درجة الدكتوراة في الأنثروبولوجيا من جامعة فيينا عام 1956 .
عملت مدرس للجغرافيا بكلية بنات جامعة عين شمس في الفترة من 1957 و1963 ثم أستاذ مساعد ثم أستاذ في كلية الدراسات الإنسانية للبنات بجامعة الأزهر سنة 1970م، وتقلدت عِمادة كلية التربية بجامعة قطر بين عامي 1973م و1977م، ورئاسة قسم الجغرافيا بالجامعة نفسها بين عامي 1973م و1985م، وأخيرًا رئاسة قسم الجغرافيا بكلية الدراسات الإنسانية بجامعة الأزهر من عام 1996م وحتى 2001م.
تناولت في ابحاثها المجتمعات الريفية والبدوية المستقرين علي الهامش الزراعي المصري وخاصة قبيلة العبابدة، كما قامت بدراسة اجتماعية وجغرافية ميدانية في بلاد النوبة قبل التهجير. 

## روابط خارجية
- كوثر عبد الرسول على موقع أرشيف الشارخ.
- طبول الصيف تدوي في افراح النوبة ، الاهرام في 19 مارس2016